# راتب الإعاقة
راتب الإعاقة هو نوع من راتب التقاعد يُمنح للأشخاص الذين يعجزون عن توظيف أنفسهم بشكل دائم أو مؤقت بسبب الإعاقة.

## أمريكا الشمالية
مثال على راتب الإعاقة هو من خطة التقاعد العامة أو الخاصة، أو خطة التقاعد الكندية. مثال آخر هو تأمين الإعاقة في الضمان الاجتماعي (SSDI) في الولايات المتحدة.
عموماً، هناك فترة زمنية محددة من الخدمة المطلوبة للتأهل لحق الإعاقة التقاعدية. قد يُطلب من المدعي التوقيع على تنازل لكشف سجلاته الطبية وعادة ما يتم جدولة تقييم طبي مستقل (IME) لتأكيد إعاقته الدائمة. يُحسب الراتب بناءً على سنوات العمل، بحيث يمكن للمستفيد من راتب الإعاقة التقاعدية التقاعد في وقت مبكر (بما أنه غير قادر على العمل)، ولكن يتلقى راتباً تقاعدياً عادلاً بناءً على سنوات الخدمة.

## أستراليا وآسيا

### أستراليا
المقيمون الأستراليون من سن العمل الذين لا يستطيعون العمل لمدة 15 ساعة في الأسبوع لمدة العامين القادمين مؤهلون للحصول على راتب دعم الإعاقة. يجب على من يرغبون في المطالبة براتب دعم الإعاقة تقديم تقرير من الطبيب المعالج.
يستفيد المستفيدون من راتب دعم الإعاقة من مبلغ أكبر بكثير من أولئك الذين يتلقون إعانات البطالة؛ اعتباراً من 1 أكتوبر 2023، يبلغ المعدل الأساسي دولار أسترالي1096.70 لكل كل أسبوعين (زمن) للأفراد الذين لديهم طفل تحت الرعاية و A$826.70 لكل فرد من الزوجين.
تم تقديم راتب دعم الإعاقة، الذي كان يعرف سابقاً براتب العجز، لأول مرة في ولاية نيوساوث ويلز في عام 1908. وقد قدمت حكومة أستراليا راتب العجز على مستوى البلاد في 5 ديسمبر 1910.

الأستراليون الذين لا يستطيعون العمل مؤقتاً بسبب المرض أو الإصابة أو إعاقة قصيرة الأمد قد يكونون مؤهلين للحصول على بدل المرض. يدفع بدل المرض أقل من راتب دعم الإعاقة؛ اعتباراً من 1 يناير 2009، كان المستفيدون الوحيدون مؤهلين للحصول على معدل أساسي قدره A$449.30 لكل أسبوعين والأزواج A$405.30 لكل شخص. ومع ذلك، تم إلغاء بدل المرض منذ 20 سبتمبر 2020.
مثل جميع مدفوعات الضمان الاجتماعي الأسترالية، لا يعتمد الأهلية للحصول على راتب دعم الإعاقة على المساهمات الفردية؛ بل تُدفع الفوائد من إيرادات الحكومة الفيدرالية العامة.

### نيوزيلندا
في نيوزيلندا، يوجد دعم دخل للأشخاص الذين يعانون من مشاكل صحية جسدية أو نفسية. الفوائد الرئيسية للإعاقة هي إعانة المرض, و إعانة العجز. يلزم إحالة من الطبيب وشهادة طبية (أو ما يعادلها) للمطالبة بالإعانات. تعتبر إعانة العجز مخصصة للأشخاص الذين يعانون من إعاقة شديدة و/أو مرض طويل الأمد، ويتم دفعها بمعدل أعلى قليلاً من إعانة المرض. بالإضافة إلى ذلك، هناك إعانة الإعاقة, لدعم التكاليف الطبية. إذا لم تغطي إعانة الإعاقة جميع التكاليف الطبية، يتم توفير دعم إضافي مؤقت, لكن الحصول عليه أصعب. جميع هذه الإعانات لها حدود قصوى، حسب أشياء مثل الدخل (لكل من الفرد والشريك) والأصول النقدية. لاحظ أن إعانة المرض وإعانة العجز مخصصة للأشخاص الذين تقل أعمارهم عن 65 عاماً، بينما إعانة الإعاقة مخصصة لأي شخص يزيد عمره عن 18 عاماً.

### الصين
وفقاً لإرشادات الحكومة المركزية، تم تحديد تأمين المعاش الأساسي بنسبة 40% من الأجر الشهري المؤمن عليه. كما يحق للشخص المعاق الحصول على إعانات مؤقتة ودائمة إعاقة. تكون الإعانات المؤقتة بمقدار 100% من أجر الفرد لمدة تصل إلى عام واحد. هناك 10 درجات من الإعاقة، وتتراوح نسبة الأجر التي يتلقاها الشخص من 90% (لإعاقة الدرجة الأولى) إلى 60% (لإعاقة الدرجة السادسة). بالإضافة إلى المعاش، يتلقى الشخص إعانة تعادل 27 شهراً من أجر الشخص (لإعاقة الدرجة الأولى) إلى 7 أشهر من الأجور (لإعاقة الدرجة العاشرة). يتم تحديد الحد الأدنى للإعانة بناءً على الحد الأدنى للأجر في المنطقة.

## أوروبا

### الاتحاد الأوروبي
تختلف حسابات معاشات الإعاقة حسب البلد. في دول مثل جمهورية التشيك، إستونيا، أيرلندا، اليونان، كرواتيا، لاتفيا، هنغاريا، سلوفاكيا، فنلندا، السويد والمملكة المتحدة، يتم تطبيق منطق قائم على المخاطر. في هذه الحالة، ليس من المهم طول الفترة التي كان خلالها الفرد مؤمناً، بل المهم فقط أنه كان مؤمناً عندما حدثت الإعاقة. بينما تستخدم دول أخرى طريقة النسبة المئوية، حيث يكون المعاش أعلى للأشخاص الذين كانوا مؤمنين لفترة أطول.

#### فرنسا
• لكي يتمكن الشخص من التقدم بطلب للحصول على معاش الإعاقة أو كما يسمى في فرنسا "معاش العجز"، يجب أن تتحقق الشروط التالية:
1- متطلبات العمر: يجب أن يكون الشخص لم يصل بعد إلى السن القانونية للتقاعد (في هذه الدولة هو 62 عامًا).
2- القدرة على العمل: يجب أن يكون الشخص قد فقد بشكل كبير قدرته على العمل. يجب أن يكون لديه إعاقة دائمة تفوق 80% (في حالة الأشخاص المكفوفين) أو تتراوح بين 50%-60% وهي حالة الأشخاص الذين يُعتبرون "غير قادرين على الحصول على وظيفة بسبب الإعاقة".
3- المساهمات: يجب أن يكون الشخص قد دفع مساهمات الضمان الاجتماعي لمدة لا تقل عن 12 شهرًا قبل يوم تشخيص الإعاقة.
4- الجنسية: لا يُشترط أن يكون الشخص فرنسيًا. ولكن يجب أن يكون لديه دليل يثبت شرعية الإقامة في البلاد.
• الفئات 
للاعتبار في تحديد مقدار مخصصات الإعاقة، يتم أخذ عاملين في الاعتبار: 1) الراتب ومساهمات الضمان الاجتماعي و2) فئة الإعاقة. يتم تقسيم الفئات على النحو التالي:
1- الفئة الأولى: تنتمي هذه الفئة إلى الأشخاص الذين لا يزال بإمكانهم أداء بعض الأعمال التي يمكن دفع أجر لها. يتم حساب المخصصات بهذه الطريقة: SAM × 30% (متوسط الدخل السنوي × 30%). الحد الأقصى للمبلغ السنوي للمعاش يعادل 993.30 يورو شهريًا، مع اعتبار حد الضمان الاجتماعي: 11,919.60 يورو.
2- الفئة الثانية: تنتمي هذه الفئة إلى الأشخاص الذين لا يستطيعون العمل المدفوع ولا يمكنهم أداء الأنشطة المهنية بعد الآن. يتم حساب المخصصات بهذه الطريقة: SAM × 50% (متوسط الدخل السنوي × 50%). الحد الأقصى للمبلغ السنوي للمعاش يعادل 1,655.50 يورو شهريًا، مع اعتبار SST (حد الضمان الاجتماعي): 19,866 يورو.
3- الفئة الثالثة: تنتمي هذه الفئة إلى الأشخاص الذين لا يستطيعون أداء العمل المدفوع ولا يمكنهم أداء الأنشطة المهنية بعد الآن ويجب عليهم استخدام مساعدة شخص ثالث لتلبية احتياجاتهم اليومية. مقارنة بالفئة السابقة، يتم زيادة المعاش العادي بنسبة 40% ليصل إلى الحد الأقصى البالغ 2,763 يورو شهريًا.
[SAM: متوسط الدخل السنوي. يمثل خطة المعاشات الخاصة بالموظفين في أفضل 10 سنوات أداء والتي تتم إعادة تقييمها وتقسيمها على 10 (في حال كان هناك 10 سنوات من العمل).
SST: حد الضمان الاجتماعي هو الحد الأقصى الإجمالي الذي يتم تحديده كل عام بناءً على أساسه يتم حساب المساهمات وبعض مخصصات الضمان الاجتماعي. (في تقدير عام 2018، كان المبلغ السنوي 39,732 يورو)]
• إعانة للبالغين الذين يعانون من الإعاقة.
بصرف النظر عن معاش الإعاقة (pension d'invalidité)، يمكن للأشخاص ذوي الإعاقات الشديدة وذوي الدخل المنخفض الحصول على إعانة إضافية تسمى AAH (allocation aux adultes handicapés). للحصول على هذه المساعدة الإضافية، يتم النظر بشكل كبير في عامل الدخل المنخفض. على سبيل المثال: في عام 2017، يمكن اعتبار شخص معاق أعزب بدون أطفال للحصول على إعانة AAH فقط إذا كان الدخل أقل من 9,730.68 يورو سنويًا.

#### المملكة المتحدة
في المملكة المتحدة، يُعتبر قسم الحكومة المسؤول عن الفوائد للأشخاص المرضى والمعاقين هو وزارة العمل والمعاشات (المملكة المتحدة) (DWP).
أنواع المعاشات في المملكة المتحدة للأشخاص ذوي الإعاقة هي:
- إعانة الإعاقة (DLA) وهي مخصص للأطفال الذين يعانون من صعوبات في المشي أو الذين يحتاجون إلى رعاية شخصية بسبب الإعاقة الجسدية أو العقلية أو الحسية. كانت تُعطى أيضًا للأشخاص في سن العمل (حتى سن 65).
- مدفوعات الاستقلال الشخصي (PIP) وهي مخصص جديد للأشخاص في سن العمل (بين 18 وسن التقاعد الحكومي)، الذين يحتاجون إلى مساعدة في الرعاية الشخصية و/أو التنقل بسبب الإعاقة الجسدية أو العقلية. ستستمر مدفوعات PIP في الدفع للمستفيدين بعد بلوغهم سن التقاعد الحكومي.
- إعانة الحضور (AA) وهي مخصص للأشخاص الذين تجاوزوا سن التقاعد الحكومي (65 عامًا)، الذين يحتاجون إلى مساعدة في الرعاية الشخصية بسبب الإعاقة الجسدية أو العقلية. نظرًا لأن مطالبات PIP تستمر بعد سن التقاعد، سيتم استبدال إعانة الحضور تدريجيًا، وستستغرق العملية عدة عقود حتى تختفي.

لتغطية فقدان الدخل بسبب المرض والإعاقة، هناك أيضًا إجازة المرض القانونية، وما يعادلها طويل الأجل - بدل التوظيف والدعم (ESA). ستشمل خطة الائتمان الشامل الجديدة عنصرًا معادلًا لأولئك الذين يعانون من عدم القدرة على العمل طويل الأجل؛ وبالتالي سيتم إلغاء ESA مع تنفيذ الائتمان الشامل.

#### جمهورية التشيك
كان هناك سابقًا "معاشات إعاقة جزئية" و"معاشات إعاقة كاملة"، ولكن اعتبارًا من عام 2010، لم يعد هناك فرق بين هذين النوعين. حسب شدة إعاقة الفرد (أي مدى تقليص قدرته على العمل) يمكن تصنيفه في إحدى ثلاث درجات من الإعاقة. يتم تحديد درجة الإعاقة من خلال تقييم صحي وقدرة على العمل تجريه خدمة التقييم التابعة لإدارة الضمان الاجتماعي التشيكية.
| انخفاض القدرة على العمل | درجة الإعاقة   |
| ----------------------- | -------------- |
| 35–49%                  | الدرجة الأولى  |
| 50–69%                  | الدرجة الثانية |
| 70% وأكثر               | الدرجة الثالثة |

يجب على الفرد أن يستوفي بعض المتطلبات لتقديم طلب للحصول على معاش الإعاقة. لا يكون الشخص مؤهلاً للحصول على معاش الإعاقة إذا كان قد بلغ سن الـ 65 عامًا، حيث يصبح مؤهلاً للحصول على معاش تقاعدي عادي. يجب على المتقدم أيضًا أن يستوفي مدة التأمين المطلوبة التي ترتفع مع زيادة العمر. في حالة الفرد الذي يقل عمره عن 20 عامًا، يتطلب أقل من سنة واحدة من مساهمات التأمين. عندما يتجاوز عمر المتقدم 28 عامًا، يتطلب أن يكون قد دفع على الأقل 5 سنوات من مساهمات التأمين في السنوات العشر الماضية. عند عمر أكبر من 38 عامًا، يتطلب 10 سنوات من مساهمات التأمين السابقة. يتم التنازل عن مدة التأمين المطلوبة إذا كانت إعاقة المتقدم ناتجة عن حادث عمل أو مرض مهني أو إذا تم إعلان الشخص معاقًا منذ الطفولة.
يتكون معاش الإعاقة من جزئين. الأول هو المبلغ الأساسي الذي يتم تثبيته عند 9% من الأجور المتوسطة (2,700 كرونة تشيكية في عام 2018). الجزء الثاني هو المبلغ النسبي من متوسط الأجور السابقة. يتم تحديد النسبة بشكل فردي بناءً على عدد سنوات التأمين. هذا المبلغ يكون أعلى بالنسبة لدرجات الإعاقة الأعلى.

#### البرتغال
يحق للفرد الحصول على معاش الإعاقة ("Pensão de invalidez") عندما يتم تأكيد عجزه عن العمل من قبل "نظام التحقق من العجز" (Sistema de Verificação de Incapacidades)، وقد استوفى المستفيد شرط الحد الأدنى لفترة التأهيل.
يتم تصنيف الإعاقة إلى فئتين: نسبية أو مطلقة. في حالة الإعاقة النسبية، يتم تقليص قدرة المستفيد على كسب العيش في مهنته الخاصة، ومن المتوقع ألا يتعافى في السنوات الثلاث المقبلة، ويجب أن يكون قد سجل دخلاً لمدة خمس سنوات تقويمية على الأقل، سواء متتالية أو غير متتالية. في حالة الإعاقة المطلقة، يكون المستفيد غير قادر على العمل نهائيًا في أي مهنة وقد سجل دخلاً لمدة ثلاث سنوات تقويمية على الأقل، سواء متتالية أو غير متتالية.
يختلف مبلغ المعاش المدفوع وفقًا لدخل المستفيد المسجل ومساهمات الضمان الاجتماعي. هناك معدلات دنيا لفترات معينة من المساهمات التي قام بها المستفيد. بالإضافة إلى معاشات الإعاقة الشهرية، يتلقى المستفيدون دفعة إضافية في يوليو وديسمبر كبدل عطلة ومكافأة عيد الميلاد.

#### فنلندا
يتم دفع معاش الإعاقة في فنلندا عادةً للفرد بعد أن يكون قد تلقى إعانة مرضية لمدة عام تقريبًا. في حال عدم القدرة على العمل في عمله أو عمل مشابه حتى بعد مرور عام، يمكن للفرد التقدم بطلب للحصول على معاش الإعاقة. "يمكن منح معاش الإعاقة للأشخاص الذين تتراوح أعمارهم بين 18 و62 عامًا والذين هم جزء من نظام المعاشات المرتبطة بالأرباح." في حال كان الفرد غير قادر على العمل تمامًا (خصوصًا إذا كانت قدرته على العمل قد انخفضت بنسبة 3/5)، يمكنه الحصول على معاش إعاقة كامل ("työkyvyttömyyseläke"). إذا كان الفرد غير قادر جزئيًا على العمل (خصوصًا إذا كانت قدرته على العمل قد انخفضت بنسبة 2/5)، يمكنه الحصول على معاش إعاقة جزئي, الذي يمثل نصف معاش الإعاقة الكامل.
عند حساب مقدار المعاش، يتم إضافة ما يسمى عنصر المعاش المتوقع إلى المعاش. يتم إضافة هذا العنصر إذا كان الفرد قد كسب 17,807.01 يورو (في عام 2019) على مدار 10 سنوات تقويمية قبل أن يصبح معاقًا ودفع تأمين معاشات مرتبط بالأرباح على الدخل.
يتم أيضًا زيادة معاش الإعاقة بواسطة إعانة إعادة التأهيل التي تمثل 33% إضافية من المبلغ الأصلي للمعاش (2019).